# Planolinus fasciatus
Planolinus fasciatus är en skalbaggsart som beskrevs av Olivier 1789. Planolinus fasciatus ingår i släktet Planolinus och familjen Aphodiidae. Inga underarter finns listade i Catalogue of Life.